# 耳垂摺痕

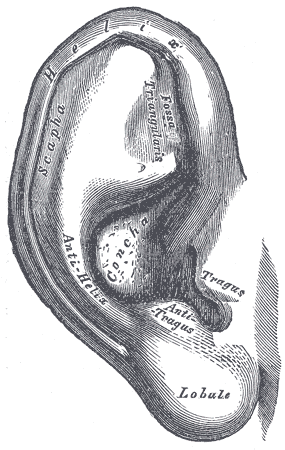
正常的外耳型態

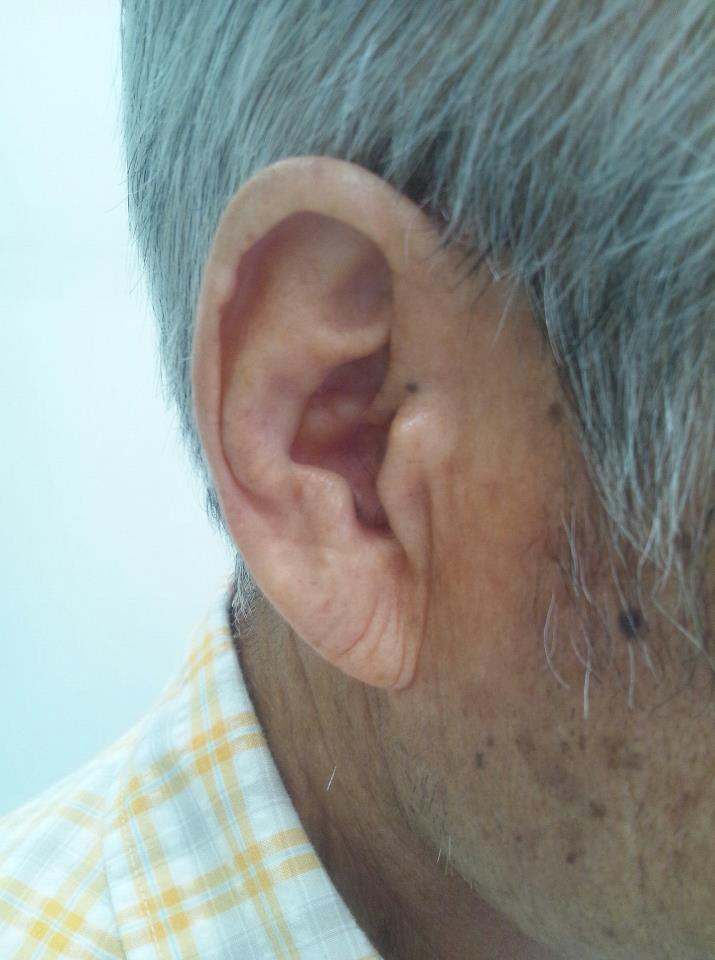
一名日本心絞痛患者出現耳垂摺痕

耳垂摺痕（Earlobe crease），又稱作法蘭克徵象（Frank's sign），描述耳垂從耳屏延伸至耳廓後緣的對角線摺痕。法蘭克徵象之名以桑德斯·T·法蘭克醫師之名命名。
目前認為有耳垂摺痕者與較高的心血管疾病及糖尿病的發生率相關。有些研究顯示耳垂摺痕可以作為心血管疾病的一個指標，但與嚴重度無關。但也有研究指出耳垂摺痕與糖尿病和冠心病並沒有關連性 。有些研究則著重研究雙側耳垂摺痕。
一項有關耳垂摺痕形成的假說認為可能是提早老化，造成皮下纖維及血管纖維的流失。